# Arrigàs
Arrigàs (en francès Arrigas) és un municipi francès situat al departament del Gard i a la regió d'Occitània.